# سلمان زيمان
سلمان زيمان ، (1954 - 2020)  مغني وملحن بحريني. ولد في 14 اغسطس 1954 ، في مملكة البحرين، وتلقى تعليمه الثانوي بمدارس البحرين.

## حياته الشخصية
ولد الفنان سلمان دعيج خليفة بن زيمان في مستشفي «ام جان»، وترعرع في حي شعبي بالمحرق، ومن ثم دخل المدرسة الشمالية الابتدائية في المحرق، قبل تغير اسمها إلى مدرسة عمر بن الخطاب وكان عمره وقتها سبع سنوات، أي عام 1961، وفي مرحلة الإعدادية انتقل إلى مدرسة الهداية الخليفية، وفي عام 1969 دخل مدرسة المنامة الصناعية، وتخصص فيها آلات وبرادة (مخرطة)، تخرج فيها عام 1973، ثم عمل لمدة عام كرسام صناعي في وزارة الأشغال، وكان عددهم كرسامين تقريبا 12 موظفاً غالبيتهم من الجنسيتين الهندية والباكستانية وواحد فقط بحريني، وكانوا يغنون الأغاني الهندية وكان الفنان سلمان زيمان يغني معهم، وهذا ما عزز عشقه لهذه الأعمال، بعد عام من العمل في الأشغال، استكمل دراسته الجامعية عام 1974، حيث تم قبوله في بغداد، فدرس الهندسة الميكانيكية في الجامعة التكنولوجية مدة ثلاث سنوات، ثم عاد على البحرين، واشتغل لدى شركة «أسري» في بناء وإصلاح السفن لمدة 7 سنوات، بعدها ذهب إلى الكويت ودخل مجال الفن، وبقي فيها حتى ديسمبر 1987، بعد ذلك عاد إلى البحرين وعمل في مجال التدريس الموسيقي، لمدة 20 عاماً، وفي عام 2010 تقاعد عن العمل، وتفرغ لممارسة نشاطه الفني بشكل مكثف.

## حياته العائلية
اختار الفنان سلمان زيمان زوجته من محيط عائلته وصديقة شقيقاته حيث عقد قرانه عليها عام 1979، بعد ستة أشهر من طرح شريطي الأول «أقبل العيد»، وسكن في المحرق، وأنجب منها ثلاث اولاد الأكبر هو سلام مواليد ديسمبر 1981، وأيمن يناير 1985، ودعيج ديسمبر 1992.

## بعض أعماله
- يا اوحيبا
- جمالك رمزا
- أنت مرادي
- اقبل العيد
- ذكريات
- أم الجدائل
- بين المحبين
- الحب اسرار
- احلى الليالي
- ربوع الشمال
- الله الله بالامانة
- الطائر الهيمان
- يا بو الفعايل[2][4]

## وفاته
توفي سلمان زيمان في 23 يوليو 2020 بعد معاناة خاضها مع سرطان الدم (اللوكيميا).